# Metal Circus
Metal Circus – minialbum zespołu Hüsker Dü, wydany w październiku 1983 roku przez wytwórnie: Reflex Records i SST Records. Materiał nagrano w Total Access Recording Studios w Redondo Beach pomiędzy grudniem 1982 a styczniem 1983.

## Lista utworów
1. „Real World” (B. Mould) – 2:27
2. „Deadly Skies” (B. Mould) – 1:50
3. „It's Not Funny Anymore” (G. Hart) – 2:12
4. „First of the Last Calls” (B. Mould) – 2:48
5. „Lifeline” (B. Mould) – 2:19
6. „Diane” (G. Hart) – 4:42
7. „Out on a Limb” (B. Mould, G. Norton, G. Hart) – 2:39

## Skład
- Bob Mould – śpiew, gitara
- Greg Norton – gitara basowa
- Grant Hart – śpiew perkusja

produkcja
- Hüsker Dü – producent
- Spot – nagranie i producent